# Mummy's Dummies
Mummy's Dummies (br.: O faraó é uma múmia) é um filme curta-metragem estadunidense de 1948, dirigido por Edward Bernds. É o 111º de um total de 190 filmes da série com os Três Patetas produzida pela Columbia Pictures entre 1934 e 1959.

## Enredo
Os Três Patetas são vendedores de bigas usadas no Antigo Egito. Eles enganam o capitão da guarda do faraó (Ralph Dunn) vendendo-lhes uma biga que mal sai do local se desmancha toda. O capitão então chama seus homens e prende os Patetas, levando-os ao faraó para que sejam executados.
O faraó Tutuancamão (Vernon Dent) está com dor de dente, então Moe e Larry apresentam Shemp como "dentista", tentando se livrar da pena capital. Shemp coloca um óculos de grossas lentes que o deixa míope e tenta arrancar o dente da boca do faraó com um alicate, mas erra e tira um dente da boca de Moe. Depois aperta o nariz do faraó mas enfim consegue arrancar o dente e o faraó os recompensa tornando-os seus camareiros reais.
Ao andarem pela corte, os Patetas descobrem que o coletor de impostos do faraó, Futamon (Philip Van Zandt), está a roubar o tesouro. Mesmo perseguidos pelos guardas, os Patetas conseguem desmascarar o bandido. O faraó, agradecido, oferece a mão de sua filha Fátima (Dee Green) como presente. Os Patetas brigam entre si pensando que a filha é a bela escrava, mas quando Moe e Larry percebem que a princesa é uma mulher muito feia, deixam-na para Shemp que é o último a vê-la e é obrigado a se casar com ela.